# プロフェッツ・オブ・レイジ
プロフェッツ・オブ・レイジ（Prophets of Rage）は、アメリカ合衆国出身のロック・バンド。
「レイジ・アゲインスト・ザ・マシーン」「パブリック・エナミー」「サイプレス・ヒル」ら、ヒップホップ系ロックグループのトッププレイヤーが集結したスーパーグループ。

## メンバー
※2019年9月時点 
- B-リアル (B-Real) - ヴォーカル（サイプレス・ヒル）
- チャックD (Chuck D) - ヴォーカル（パブリック・エナミー）
- DJロード (DJ Lord) - ターンテーブル（パブリック・エナミー）
- トム・モレロ (Tom Morello) - ギター（レイジ・アゲインスト・ザ・マシーン）
- ティム・コマーフォード (Tim Commerford) - ベース（レイジ・アゲインスト・ザ・マシーン）
- ブラッド・ウィルク (Brad Wilk) - ドラムス（レイジ・アゲインスト・ザ・マシーン）)

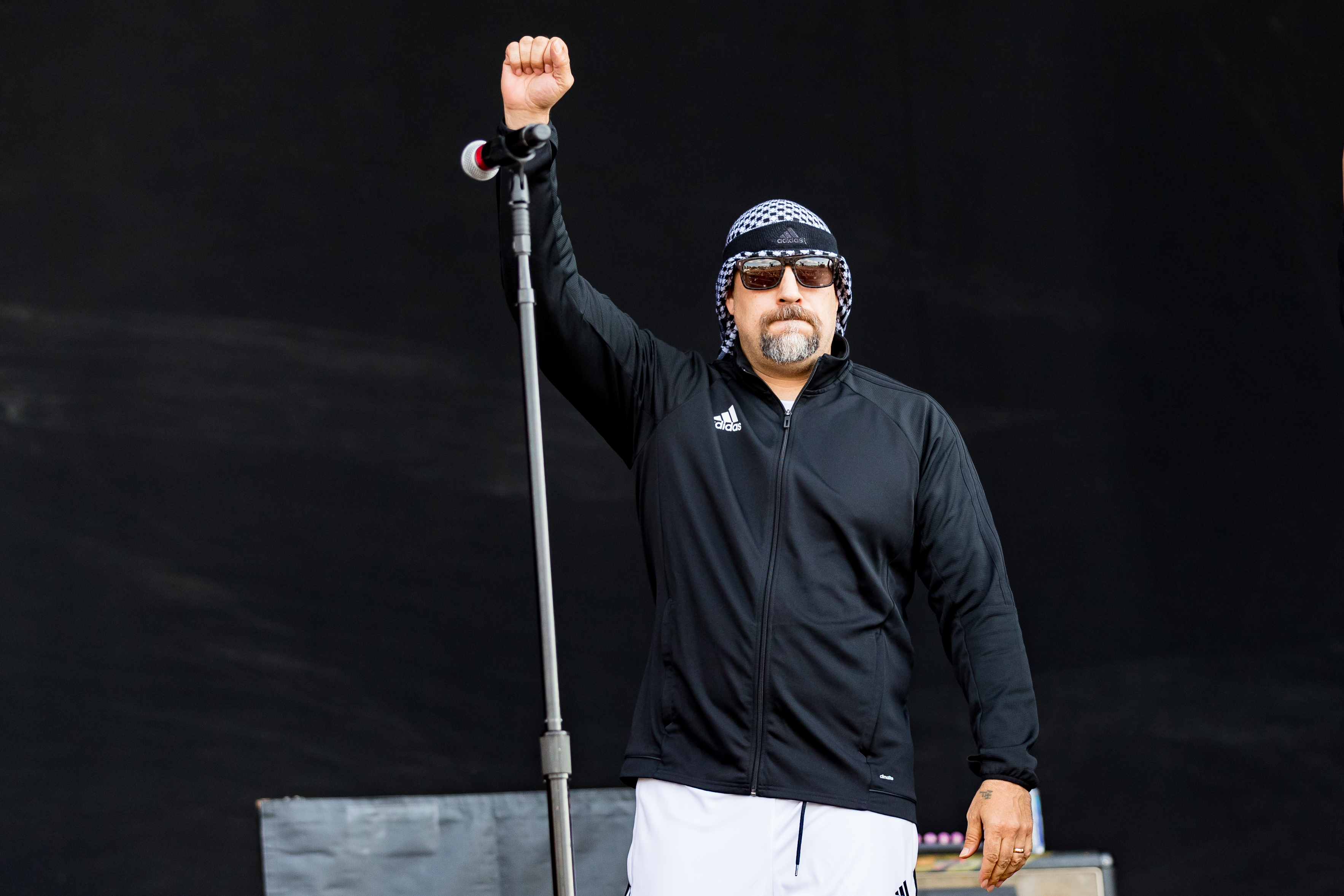
B-リアル(Vo) 2019年
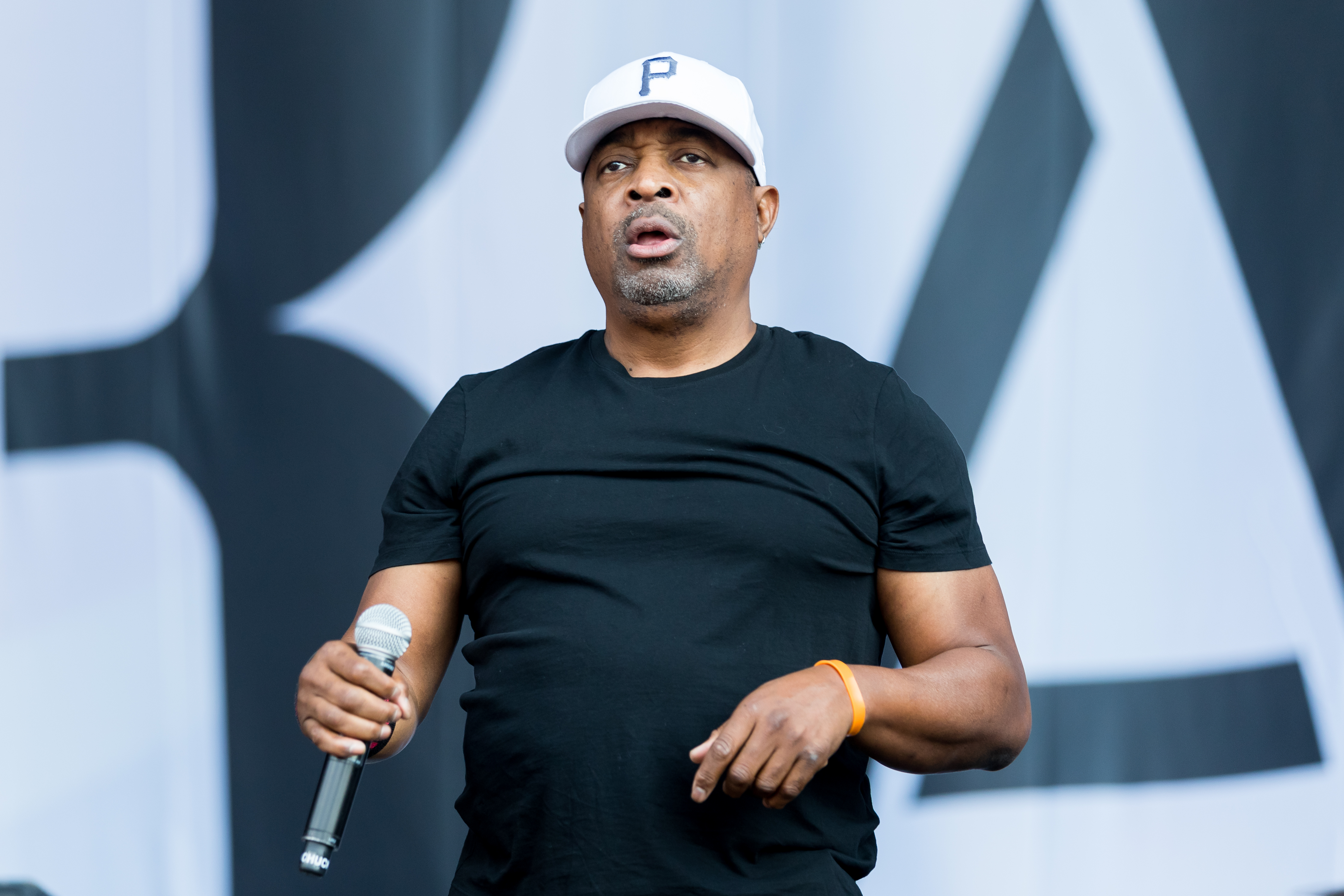
チャックD(Vo) 2019年
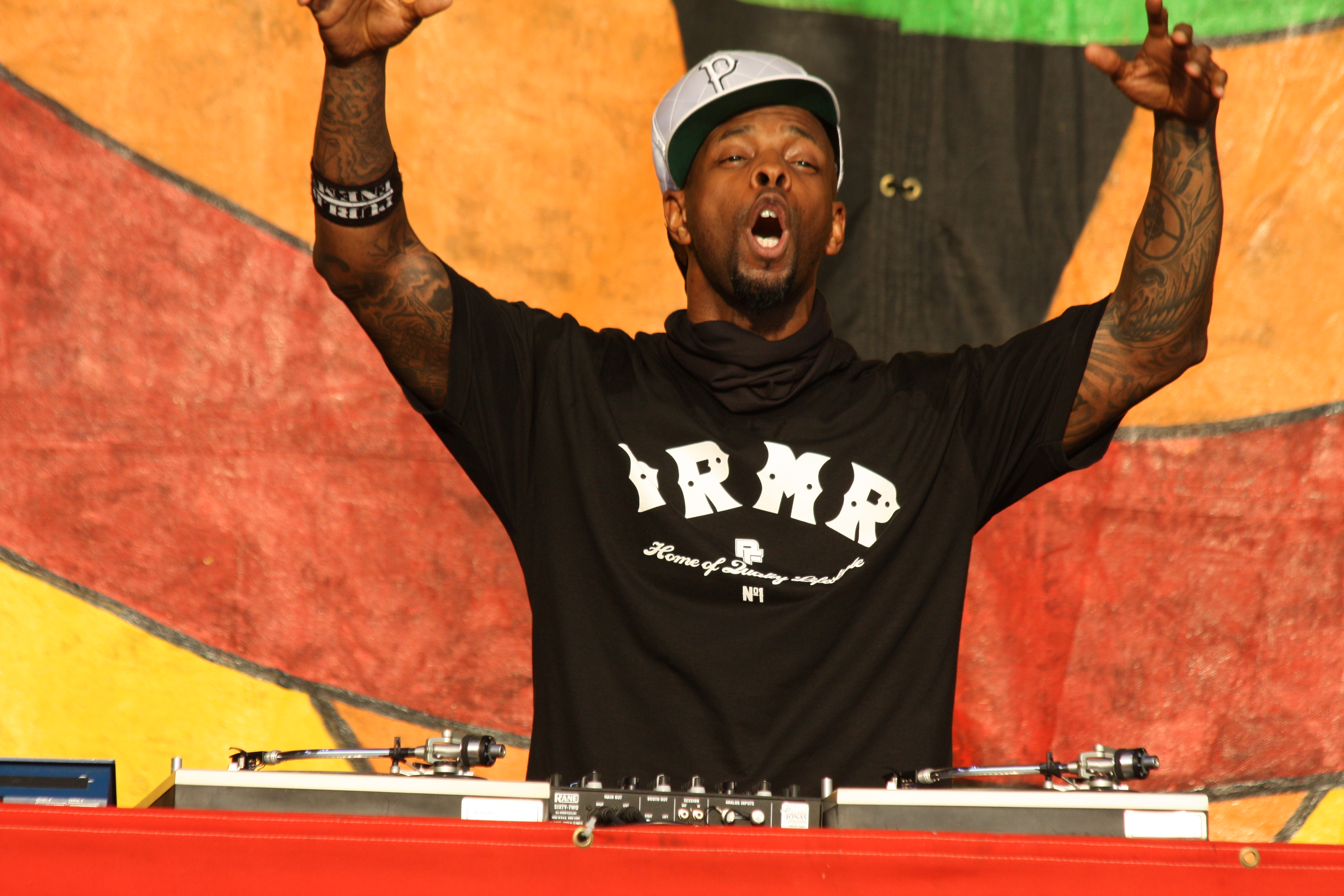
DJロード(Tu) 2014年
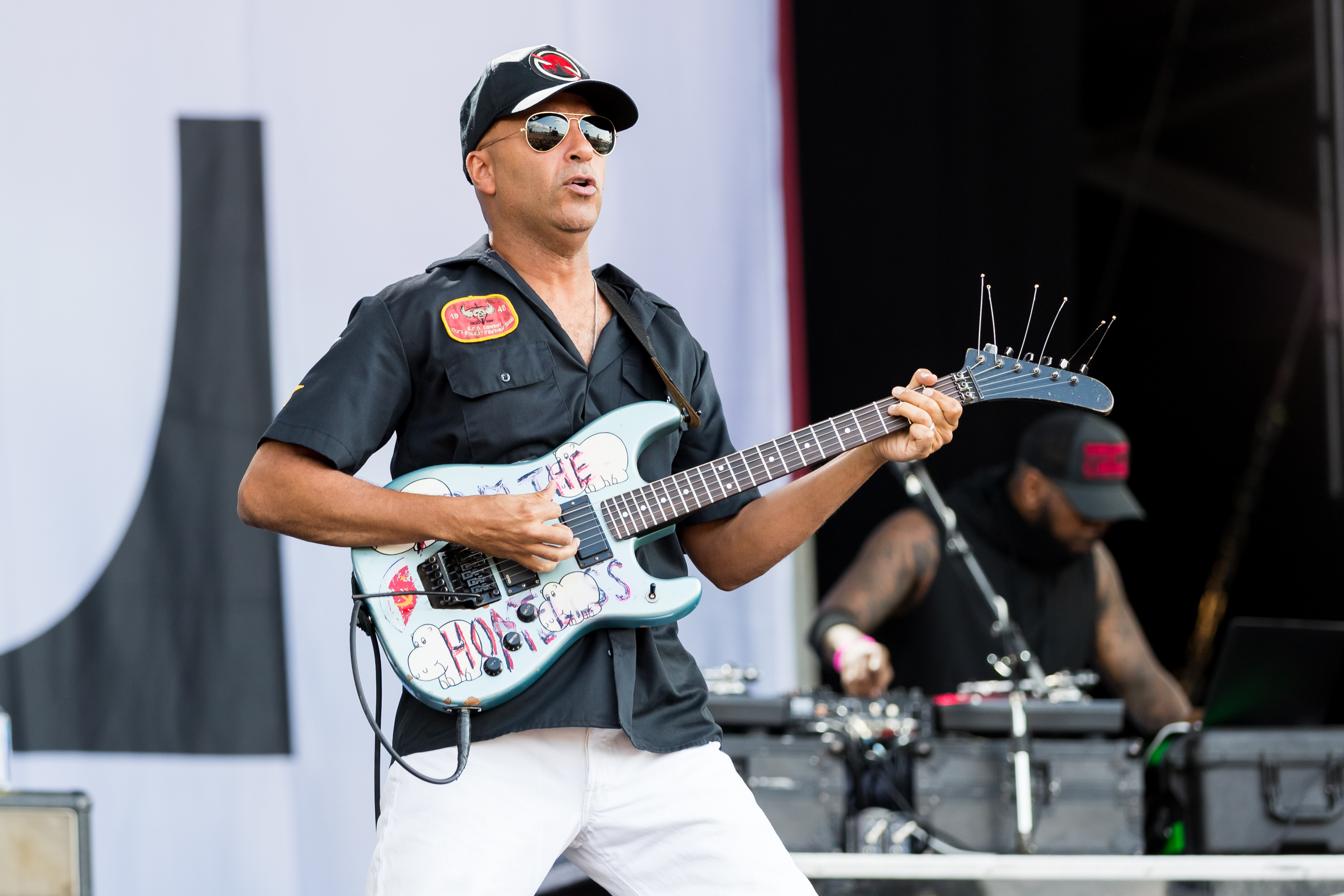
トム・モレロ(G) 2019年
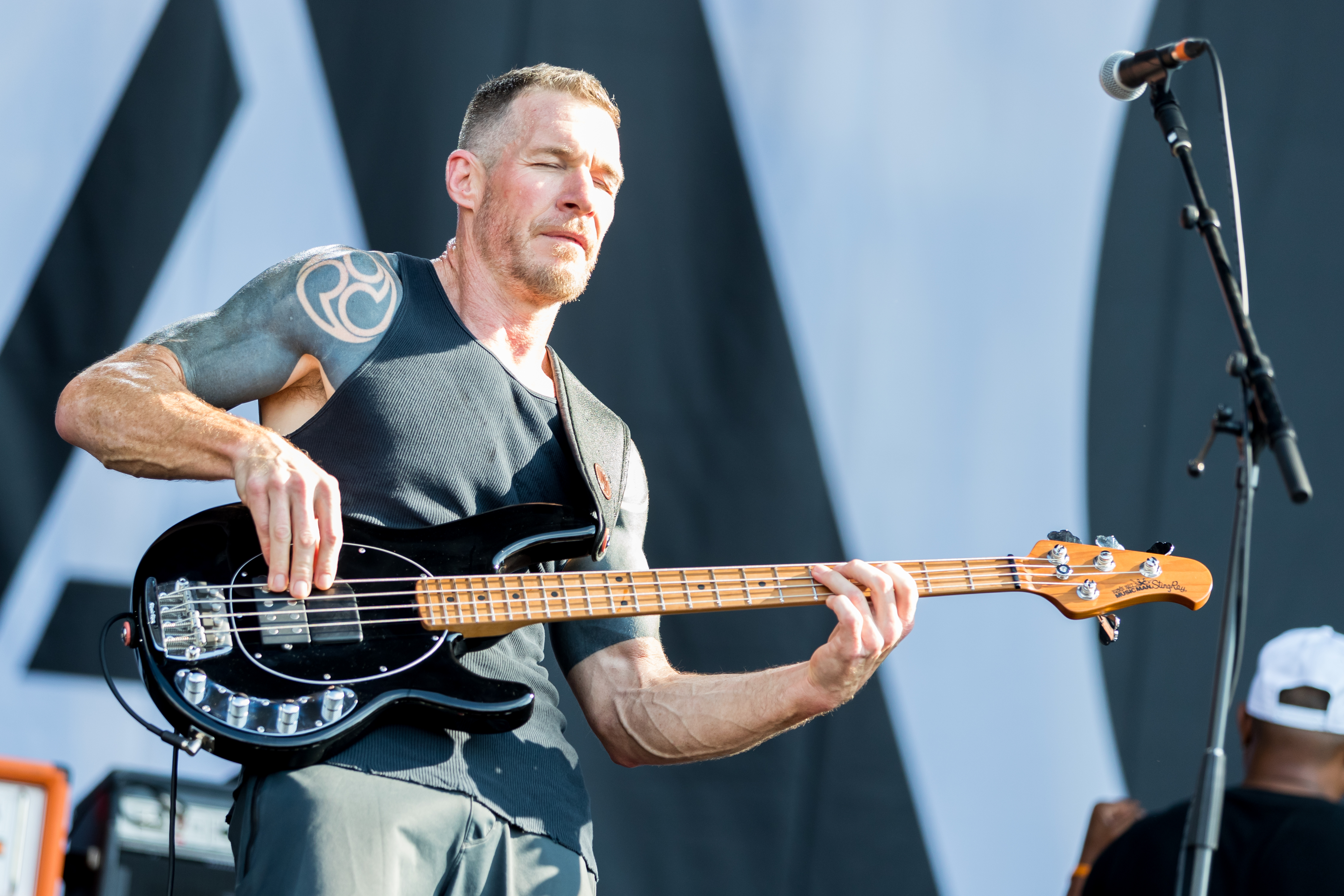
ティム・コマーフォード(B) 2019年
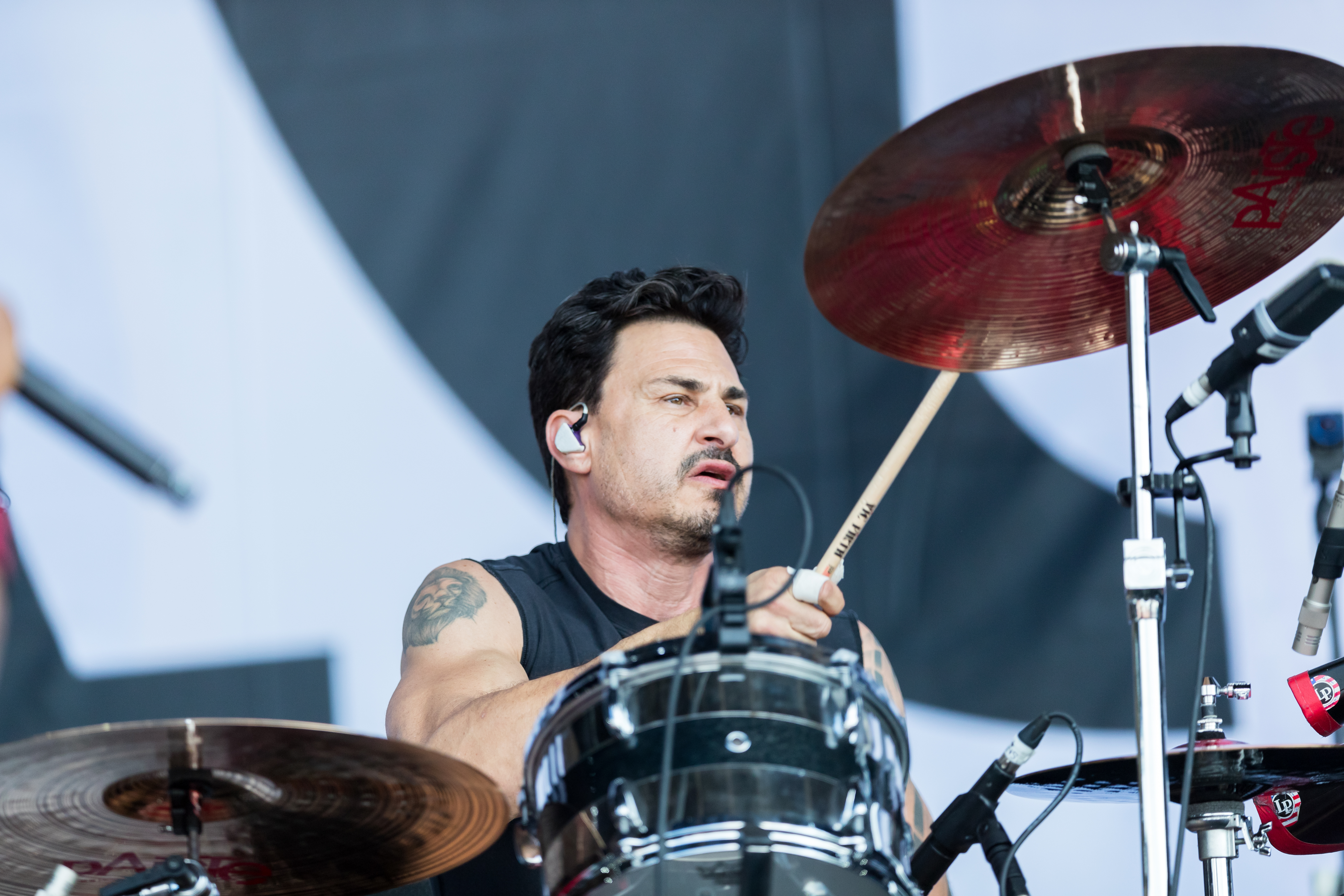
ブラッド・ウィルク(Ds) 2019年

## ディスコグラフィー
スタジオアルバム
- Prophets of Rage (2017年)

EP
- The Party's Over (2016年)

## 備考
レイジ・アゲインスト・ザ・マシーンのメンバーで唯一、ザック・デ・ラ・ロッチャが参加していないが、ティム・コマーフォードは「（ザックから）ぜひやってくれともいってもらえた」「俺たちはファミリーで離れていてもいつも支え合ってるんだ。俺はザックのことやザックのやってることすべてを応援してるし、それはザックもまた同じなんだよ」と語り、ザックの了解を得た上での活動であるとしている。